# نوربرت فالتر بوريانز

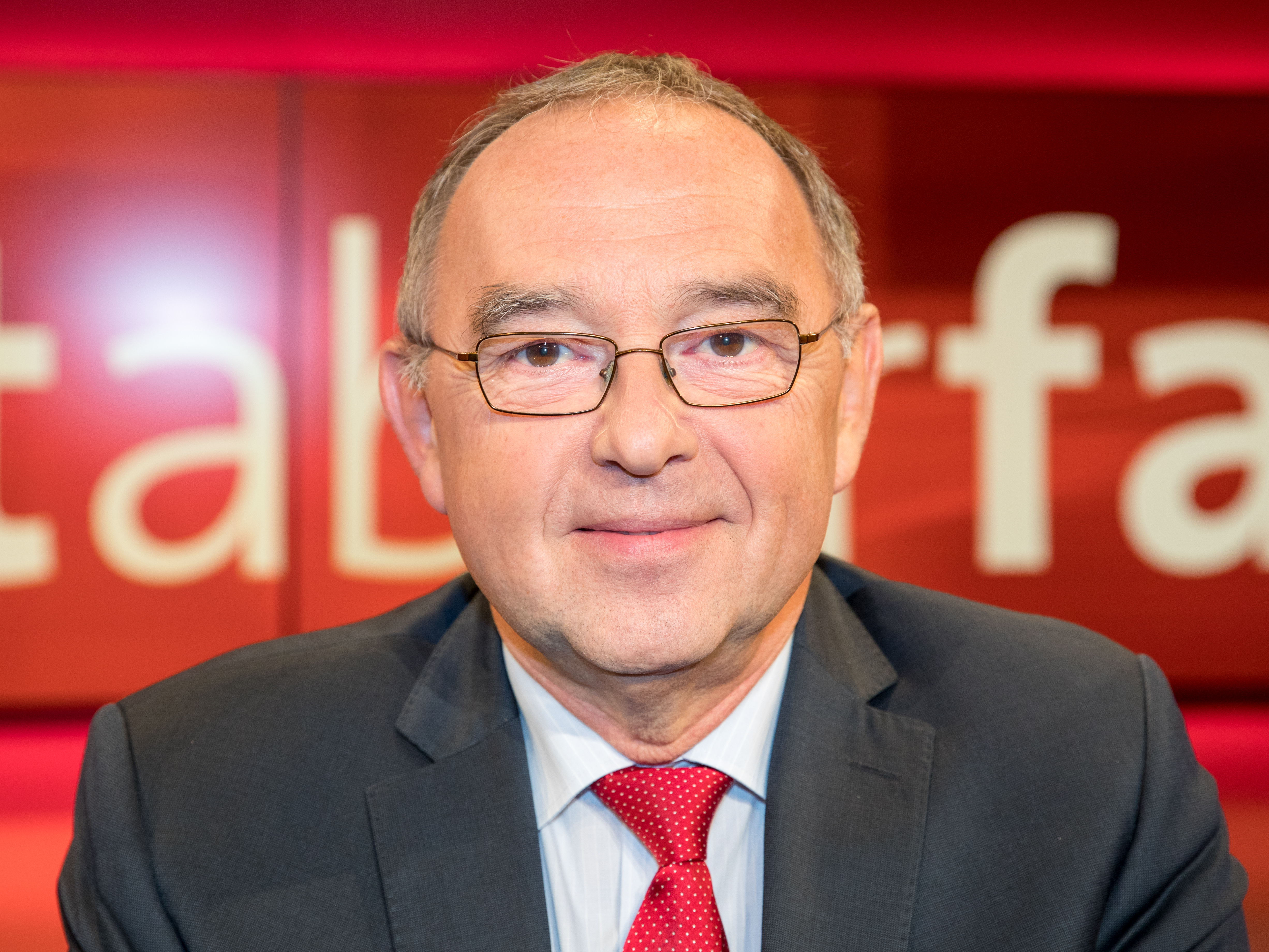
نوربرت فالتر بوريانز، 2018

نوربرت فالتر بوريانز (بالألمانية: Norbert Walter-Borjans) (مواليد 17 سبتمبر 1952)، خبير اقتصادي وسياسي ألماني ينتمي للحزب الديمقراطي الاجتماعي الألماني (SPD). يشغل منصب رئيس الحزب بالشراكة مع ساسكيا إسكن منذ ديسمبر 2019 وشغل منصب وزير المالية في ولاية شمال الراين وستفاليا من عام 2010 حتى عام 2017.

## روابط خارجية
- نوربرت فالتر بوريانز على موقع مونزينجر (الألمانية)